# Euclidas
Euclidas o Eucleidas, rey de Esparta (227 a. C.- 221 a. C.). Hermano del rey Cleómenes III, y por lo tanto perteneciente al linaje de los Agíadas. Cuando Cleómenes obligó a huir a Arquidamo V, último rey representante de la dinastía rival de los Euripóntidas, colocó en su lugar a su hermano, acabando con la tradicional dualidad de la monarquía espartana. Una vez derrotado Cleómenes III en Selasia (222 a. C.), cayó dicha monarquía. Esparta se convirtió durante un breve período en una república, para ser gobernada posteriormente por una serie de tiranos como Licurgo, Pelópidas, Macánidas y Nabis.
Euclidas es mencionado en las Vidas Paralelas de Plutarco. Según el relato, mandó una de las alas del ejército espartano en la batalla de Selasia (222 a. C.), pereciendo en el combate ante la vista de su hermano el rey Cleómenes.
| Predecesor: Arquidamo V | Rey agíada de Esparta 227 a. C.-221 a. C. | Sucesor: República de Esparta |